# Haydar Çekırdek
Haydar Çekırdek (* 6. Februar 1992 in Hamburg) ist ein deutsch-türkischer Fußballspieler, der seit dem 6. Juli 2016 beim türkischen Drittligisten Dersimspor unter Vertrag steht.
Çekırdek, der neun Jugendländerspiele für die Türkei bestritten hat, wurde 2010 mit Hansa Rostock deutscher A-Jugend-Meister. 2011 wechselte Çekırdek zum türkischen Zweitligisten Kasımpaşa Istanbul, wo er zunächst im A2-Team eingesetzt wurde. Erst im letzten Spiel der Saison 2011/12, welches am 13. Mai 2012 gegen Bucaspor mit 3:3 unentschieden endete, bestritt Çekırdek sein Debüt für die erste Mannschaft. Zuvor hatte er bereits im Achtelfinale des Türkiye Kupası 2011/12 gegen den Erstligisten Eskişehirspor erstmals für die erste Mannschaft Kasımpaşas gespielt und mit ihr eine 3:0-Niederlage hinnehmen müssen. Im Anschluss an die Saison, in der Kasımpaşa die Play-offs zum Aufstieg in die erste Liga erreicht hatte, spielte Çekırdek noch im Play-off-Spiel gegen Konyaspor (4:0) und trug so zum Aufstieg der Mannschaft bei. Zur Folgesaison wechselte Çekırdek aber zu Çorum Belediyespor. Am 28. August 2014 wechselte Cekirdek zum türkischen Drittligisten Sivas Belediyespor, wo er am Ende der Saison den Aufstieg in die TFF 2. Lig schaffte. Cekirdek hat zuletzt beim Türkischen Drittligisten Dersimspor einen Einjahresvertrag unterschrieben.